# Поляник Іван Миколайович
Іван Миколайович Поляник (рос. Иван Поляник; * 19 квітня 1944, Львів) — радянський футболіст, Захисник.

## Біографія
Іван Поляник народився 19 квітня 1944 року у Львові. Кар'єру футболіста розпочав у 1964 році в львівських «Карпатах», які в той час виступали в першій лізі чемпіонату СРСР. Проте в складі львів'ян зіграв лише 1 поєдинок. У 1965 та 1966 роках виступав у складі футбольної команди Львівського вищого військово-політичного училища Червоної Армії та Військово-Морського Флоту (скорочено - ЛВВПУ ЧА та ВМФ). З 1968 по 1970 роках грав у складі червоноградського «Шахтаря», який в той час виступав у другій лізі радянського чемпіонату. В сезоні 1968 року зіграв 16 матчів у складі червоноградського клубу. Завершив кар'єру футболіста в 1970 році.